# Osornophryne bufoniformis
Osornophryne bufoniformis é uma espécie de sapo da família Bufonidae. Ele é endêmico no Equador e na Colômbia. Seu habitat natural são as florestas úmidas das montanhas, matagais e pradarias em elevadas altitudes, em áreas tropicais e subtropicais. Está ameaçado pela perda do seu habitat.